# Ерошин, Иван Евдокимович
Ива́н Евдоки́мович Еро́шин (1894—1965) — русский советский поэт и журналист.

## Биография
Родился в семье малоземельного крестьянина в селе Ново-Александрово Рязанской губернии.  В 1907 году его семья отправилась искать счастья в Сибирь. В 1909 г., после смерти отца, ушёл на торфяные разработки С. Морозова. Работал в Москве и Петербурге мальчиком на побегушках в трактире и булочной, разносчиком газет и аптекарских товаров. В 1912 г. вступил в революционный кружок. Занимался распространением «Правды».  С 1913 года печатался в большевистских изданиях: "Правда", "Социал-демократ" и др.  В 1917 году, на страницах газеты «Социал-демократ», одним из первых в России приветствовал большевистский государственный переворот. С началом гражданской войны пошел добровольцем в Красную Армию, участвовал в боях против войск Колчака. Работал в политотделе 5-й армии, сотрудничал в армейской газете «Красный стрелок».  После окончания войны и демобилизации остался в Сибири, работал в газете «Советская Сибирь», помогал налаживать деятельность местных Советов. Много лет проживал на Алтае.  С 1929 г. жил в Хакасии — в селе Иудино и Абакане, где сотрудничал в газете «Советская Хакасия». С 1943 г. жил и работал в Москве. Наряду с писанием стихов занимался собиранием и обработкой народных песен и сказаний.
На творчество Ерошина начала 1920-х гг. заметно повлиял С. Есенин, с которым поэт был знаком. Основополагающим для поэзии Ерошина последующих лет стало знакомство с природой Горного Алтая, с жизнью, бытом и устной поэзией ойротского народа. Сборник «Песни Алтая», опирающийся на ойротский фольклор (1935), вызвал восторженный отклик Ромена Роллана, письмо которого к Ерошину было опубликовано в качестве предисловия к этому сборнику.